# 엘리자베트 슈바르츠코프

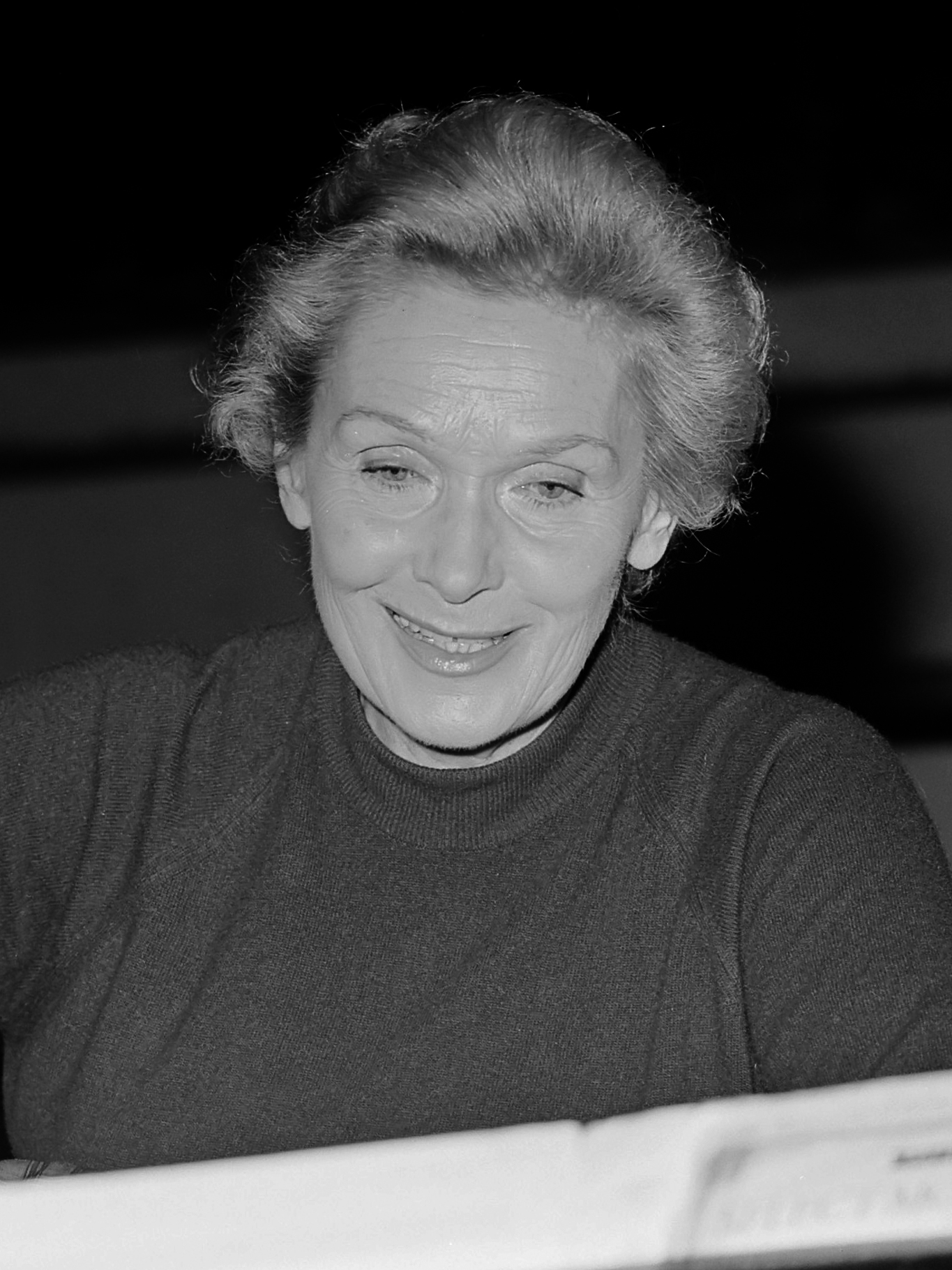
엘리자베트 슈바르츠코프 (1977년)

엘리자베트 슈바르츠코프 여사(Dame Elisabeth Schwarzkopf, DBE, 1915년 12월 9일 ~ 2006년 8월 3일)는 독일 출신의 소프라노 성악가이다.

## 생애
당시 프로이센 왕국의 영토였던 폴란드의 야로친(Jarocin)에서 태어났다.
베를린 예술대학교에서 룰라 뮈즈그마이너에게 사사하였는데, 그 무렵은 메조소프라노 음역을 보였다고 한다.
1938년에 베를린 도이치 오페라 극장(Deutsche Oper Berlin)과 계약, 《낙소스의 아리아드네》의 체르비네타 역을 맡았으며 이를 들은 마리아 이보귄(Maria Ivogün)이 감동하여 그녀를 소프라노 가수로 키웠다. 1942년에는 빈 국립 오페라 극장과 계약하여 잠시 로콜로라투라 소프라노의 역을 맡았다. 1947년경부터는 리릭 소프라노(Lyric soprano)로서 안정된 가창을 들려주었다고 평가된다.
오페라 뿐만 아니라 가곡에도 뛰어난 성과를 보였으며, 영화 《장미의 기사》 마르샤린 역의 명연기를 비롯하여 레코드로도 널리 알려졌다.
1945년 오스트리아 시민권을 취득했으며, 1953년 결혼을 하면서 영국 시민권도 취득하였다.

## 서훈
- 1992년 대영 제국 훈장 2등급(DBE, 작위급 훈장)[1]

## 참고 문헌